# Holger Granström
Temple de la renommée finlandais : 1985
Holger Granström (né le 25 décembre 1917 à Ruokolahti en Finlande - mort le 22 juillet 1941 à Helsinki en Finlande) est un joueur finlandais de hockey sur glace. Il est tué dans un raid dans les premiers jours de la Guerre de Continuation alors qu'il est membre de la défense antiaérienne qui défend la capitale d'Helsinki.

## Carrière en club
En 1935, il commence sa carrière avec le KIF dans la SM-sarja.

## Statistiques
| Saison    | Équipe | Ligue    |    | Saison régulière | Saison régulière | Saison régulière | Saison régulière | Saison régulière |   | Séries éliminatoires | Séries éliminatoires | Séries éliminatoires | Séries éliminatoires | Séries éliminatoires |
| Saison    | Équipe | Ligue    | PJ | B                | A                | Pts              | Pun              | PJ               | B | A                    | Pts                  | Pun                  |                      |                      |
| 1935-1936 | KIF    | SM-sarja | 4  | 3                | 1                | 4                | -                | -                | - | -                    | -                    | -                    |                      |                      |
| 1936-1937 | KIF    | SM-sarja | 6  | 2                | 0                | 2                | -                | -                | - | -                    | -                    | -                    |                      |                      |
| 1937-1938 | KIF    | SM-sarja | 4  | 3                | 0                | 3                | -                | -                | - | -                    | -                    | -                    |                      |                      |
| 1938-1939 | KIF    | SM-sarja | 6  | 7                | 1                | 8                | -                | -                | - | -                    | -                    | -                    |                      |                      |
| 1940-1941 | KIF    | SM-sarja | 6  | 10               | 0                | 10               | -                | -                | - | -                    | -                    | -                    |                      |                      |

| Année | Équipe   | Compétition          |   | PJ | B | A | Pts | Pun       |  | Résultat |
| 1939  | Finlande | Championnat du monde | 5 | 4  | 0 | 4 | 0   | 14e place |  |          |